# Sandhajar
Sandhajar (Odontaspididae) är en familj av hajar som ingår i ordningen håbrandsartade hajar.
Släkten enligt Catalogue of Life:
- Sandtigerhajar (Carcharias)
- Skräckhajar (Odontaspis)

Enligt nyare studier har de ingående släkten bara samma utseende men de utvecklades inte från samma förfäder (konvergent evolution). Därför bör bara släktet skräckhajar vara kvar i familjen.
Arterna förekommer i alla stora hav i tropiska och tempererade regioner. Typisk är ganska små ögon och gälöppningar som ligger före bröstfenan. Stjärtfenan har en osymmetrisk form och vid den nedre delen finns en kort utbuktning. Äggen kläcks inuti honans kropp.
Det vetenskapliga namnet är bildat av de gammalgrekiska oren odous (tänder) och aspidos (bred sköld).